# Marie Schellinck
Marie-Jeanne Schellinck (Gand, 25 luglio 1757 – Menen, 1º settembre 1840) è stata una donna belga che prestò servizio nell'esercito durante le guerre rivoluzionarie francesi.

## Biografia
Travestita da uomo, Marie si arruolò nel 1792 nel secondo battaglione belga dell'esercito francese, combattendo nella battaglia di Jemappes, dove fu gravemente ferita. Quattro giorni dopo, il 10 novembre, fu nominata sottotenente. Lasciò il servizio militare nel 1795/96, quando si sposò con il tenente Louis-Joseph Decarmin. Successivamente seguì il marito nelle battaglie della campagna d'Italia fino alle sue dimissioni nel 1808. Si stabilì quindi a Lilla.

### La leggenda della Legion d'onore
Marie-Jeanne Schellinck è stata spesso considerata come la prima donna ad essere decorata con la Legion d'onore nel giugno del 1808 dallo stesso imperatore Napoleone per il servizio prestato in importanti battaglie come Jemappes, Arcole, Marengo, Austerlitz, Jena e nella campagna di Polonia del 1807. Non ci sono fonti accurate al riguardo, in quanto Napoleone si trovava a Bayonne nel 1808. La prima donna ad essere decorata con la Legion d'onore fu Angélique Brûlon, decorata da Napoleone III nel 1851.
Nei Media
Il personaggio fu d'ispirazione per il manga "Le Rose di Versailles".